# Майорана
Майорана (Origanum majorana) е тревисто растение с червени или бели цветове и характерен силен аромат. Сроден е на ригана. Топлолюбиво растение, достигащо 20 - 50 cm височина. Отглежда се предимно в Средиземноморието и Северна Африка.
Ползва се както като подправка и билка, така и за целите на парфюмерията. Има спазмолитично, антисептично, съдоразширяващо действие, стимулира храносмилането.
Майораната, както и дафиновото дърво, са били свещени растения в древността. Те се използвали особено много през Средновековието, главно за лекуване на епилепсия и женски болести. Родина на майораната се смята Северна Африка. Майораната е била добре позната през гръко-римската епоха. Древните гърци смятали, че ако на нечий гроб поникне майорана, покойникът се радва на вечен мир и щастие в отвъдното.